# Brașov Challenger 2008
Il Brașov Challenger 2008 è stato un torneo di tennis facente parte della categoria ATP Challenger Series nell'ambito dell'ATP Challenger Series 2008. Il torneo si è giocato a Brașov in Romania dal 1° al 7 settembre 2008 su campi in terra rossa e aveva un montepremi di $35 000+H.

## Vincitori

### Singolare
Daniel Gimeno Traver ha battuto in finale  Alexander Flock con il punteggio di 4–6, 6–4, 6–4

### Doppio
David Marrero /  Daniel Muñoz de la Nava hanno battuto in finale  Carlos Poch-Gradin /  Pablo Santos con il punteggio di 6–4, 6–3